# Alessandra di Hannover
Principessa Alessandra di Hannover e Cumberland (tedesco: Alexandra Louise Marie Olga Elisabeth Therese Vera Prinzessin von Hannover und Cumberland); Gmunden, 29 settembre 1882 – Glücksburg, 30 agosto 1963) nata principessa di Gran Bretagna e Irlanda, duchessa di Brunswick-Lüneburg e principessa del Regno Unito.

## Famiglia
Alessandra era la seconda figlia femmina di Ernesto Augusto, Principe Ereditario di Hannover (1845–1923) e della Principessa Thyra di Danimarca (1853–1933), la minore delle figlie femmine di Cristiano IX di Danimarca (1818–1906) e Luisa d'Assia-Kassel (1817–1898). Alessandra era una bis-bisnipote di Giorgio III del Regno Unito (1738–1820) e Carlotta di Meclemburgo-Strelitz (1744–1818).

## Matrimonio e figli
Alexandra sposò 7 giugno del 1904 a Gmunden, nell'Austria-Ungheria Federico Francesco, IV Granduca di Meclemburgo-Schwerin (1882–1945), figlio di Federico Francesco III, Granduca di Meclemburgo-Schwerin e di sua moglie la Granduchessa Anastasija Michajlovna di Russia. Alessandra e Federico Francesco ebbero cinque figli:
- Federico Francesco, granduca di Meclemburgo-Schwerin  (22 aprile 1910 – 31 luglio 2001). sposò Karin Elisabeth von Schaper, figlia di Walter von Schaper e di sua moglie la Baronessa Louise von Münchhausen. La coppia non ha avuto figli.
- Duca Cristiano Luigi di Meclemburgo-Schwerin (29 settembre 1912 – 18 luglio 1996). Sposò la   Principessa Barbara di Prussia, figlia del Principe Sigismondo di Prussia e della Principessa Carlotta di Sassonia-Altenburg. La coppia ha avuto figli.
- Duchessa Olga di Meclemburgo-Schwerin (1916–1917).
- Duchessa Thyra di Meclemburgo-Schwerin (18 giugno 1919 - 27 settembre 1981).
- Duchessa Anastasia di Meclemburgo-Schwerin (11 novembre 1922 – 25 gennaio 1979). Sposò il  Principe Federico Ferdinando di Schleswig-Holstein-Sonderburg-Glücksburg, figlio del Principe Alberto di Schleswig-Holstein-Sonderburg-Glücksburg e della Contessa Ortrud di Ysenburg e Büdingen. La coppia ha avuto figli.

## Ascendenza
|                                     |                                                                |                                                      | Genitori                                    |  |  | Nonni |  |  | Bisnonni                      |  |  | Trisnonni                 |  |
|                                     |                                                                |                                                      |                                             |  |  |       |  |  | Ernesto Augusto I di Hannover |  |  | Giorgio III d'Inghilterra |  |
|                                     |                                                                |                                                      |                                             |  |  |       |  |  | Ernesto Augusto I di Hannover |  |  | Giorgio III d'Inghilterra |  |
|                                     |                                                                | Carlotta di Meclemburgo-Strelitz                     |                                             |  |  |       |  |  | Ernesto Augusto I di Hannover |  |  |                           |  |
| Giorgio V di Hannover               |                                                                |                                                      |                                             |  |  |       |  |  | Ernesto Augusto I di Hannover |  |  |                           |  |
|                                     |                                                                | Federica di Meclemburgo-Strelitz                     | Carlo II di Meclemburgo-Strelitz            |  |  |       |  |  |                               |  |  |                           |  |
|                                     |                                                                | Federica di Meclemburgo-Strelitz                     | Carlo II di Meclemburgo-Strelitz            |  |  |       |  |  |                               |  |  |                           |  |
|                                     |                                                                | Federica di Meclemburgo-Strelitz                     | Federica Carolina Luisa d'Assia-Darmstadt   |  |  |       |  |  |                               |  |  |                           |  |
| Ernesto Augusto, duca di Cumberland |                                                                | Federica di Meclemburgo-Strelitz                     |                                             |  |  |       |  |  |                               |  |  |                           |  |
|                                     |                                                                | Giuseppe di Sassonia-Altenburg                       | Federico di Sassonia-Altenburg              |  |  |       |  |  |                               |  |  |                           |  |
|                                     |                                                                | Giuseppe di Sassonia-Altenburg                       | Federico di Sassonia-Altenburg              |  |  |       |  |  |                               |  |  |                           |  |
|                                     |                                                                | Giuseppe di Sassonia-Altenburg                       | Carlotta di Meclemburgo-Strelitz            |  |  |       |  |  |                               |  |  |                           |  |
| Maria di Sassonia-Altenburg         |                                                                | Giuseppe di Sassonia-Altenburg                       |                                             |  |  |       |  |  |                               |  |  |                           |  |
|                                     |                                                                | Amalia di Württemberg                                | Ludovico Federico Alessandro di Württemberg |  |  |       |  |  |                               |  |  |                           |  |
|                                     |                                                                | Amalia di Württemberg                                | Ludovico Federico Alessandro di Württemberg |  |  |       |  |  |                               |  |  |                           |  |
|                                     |                                                                | Amalia di Württemberg                                | Enrichetta di Nassau-Weilburg               |  |  |       |  |  |                               |  |  |                           |  |
| Alessandra di Hannover              |                                                                | Amalia di Württemberg                                |                                             |  |  |       |  |  |                               |  |  |                           |  |
|                                     | Federico Guglielmo di Schleswig-Holstein-Sonderburg-Glücksburg | Federico Carlo di Schleswig-Holstein-Sonderburg-Beck |                                             |  |  |       |  |  |                               |  |  |                           |  |
|                                     | Federico Guglielmo di Schleswig-Holstein-Sonderburg-Glücksburg | Federico Carlo di Schleswig-Holstein-Sonderburg-Beck |                                             |  |  |       |  |  |                               |  |  |                           |  |
|                                     | Federico Guglielmo di Schleswig-Holstein-Sonderburg-Glücksburg | Federica di Schlieben                                |                                             |  |  |       |  |  |                               |  |  |                           |  |
| Cristiano IX di Danimarca           | Federico Guglielmo di Schleswig-Holstein-Sonderburg-Glücksburg |                                                      |                                             |  |  |       |  |  |                               |  |  |                           |  |
|                                     |                                                                | Luisa Carolina d'Assia-Kassel                        | Carlo d'Assia-Kassel                        |  |  |       |  |  |                               |  |  |                           |  |
|                                     |                                                                | Luisa Carolina d'Assia-Kassel                        | Carlo d'Assia-Kassel                        |  |  |       |  |  |                               |  |  |                           |  |
|                                     |                                                                | Luisa Carolina d'Assia-Kassel                        | Luisa di Danimarca                          |  |  |       |  |  |                               |  |  |                           |  |
| Thyra di Danimarca                  |                                                                | Luisa Carolina d'Assia-Kassel                        |                                             |  |  |       |  |  |                               |  |  |                           |  |
|                                     |                                                                | Guglielmo d'Assia-Kassel                             | Federico d'Assia-Kassel                     |  |  |       |  |  |                               |  |  |                           |  |
|                                     |                                                                | Guglielmo d'Assia-Kassel                             | Federico d'Assia-Kassel                     |  |  |       |  |  |                               |  |  |                           |  |
|                                     |                                                                | Guglielmo d'Assia-Kassel                             | Carolina Polissena di Nassau-Usingen        |  |  |       |  |  |                               |  |  |                           |  |
| Luisa d'Assia-Kassel                |                                                                | Guglielmo d'Assia-Kassel                             |                                             |  |  |       |  |  |                               |  |  |                           |  |
|                                     |                                                                | Luisa Carlotta di Danimarca                          | Federico di Danimarca                       |  |  |       |  |  |                               |  |  |                           |  |
|                                     |                                                                | Luisa Carlotta di Danimarca                          | Federico di Danimarca                       |  |  |       |  |  |                               |  |  |                           |  |
|                                     |                                                                | Luisa Carlotta di Danimarca                          | Sofia Federica di Meclemburgo-Schwerin      |  |  |       |  |  |                               |  |  |                           |  |
|                                     |                                                                | Luisa Carlotta di Danimarca                          |                                             |  |  |       |  |  |                               |  |  |                           |  |